# Mikoyan-Gurevich MiG-19
Mikoyan-Gurevich MiG-19 (tiếng Nga: Микоян и Гуревич МиГ-19) (tên ký hiệu của NATO là "Farmer" - Nông dân) là máy bay tiêm kích phản lực thế hệ thứ hai của Liên Xô, một chỗ ngồi, trang bị 2 động cơ phản lực. Nó là máy bay đầu tiên của Liên Xô có khả năng bay với vận tốc siêu âm trên độ cao lớn. Được xem là tương đương với loại F-100 Super Sabre của Hoa Kỳ, MiG-19 là một loại máy bay chính được sử dụng để chống lại F-4 Phantom II và F-105 Thunderchief trong Chiến tranh Việt Nam. MiG-19 được sản xuất bởi Mikoyan-Gurevich, bay thử lần đầu tiên vào ngày 18 tháng 9 năm 1953, nó được sử dụng rộng rãi ở nhiều quốc gia, có khoảng 8.000 chiếc đã sản xuất và nó có biến thể khác là Shenyang J-6 do Trung Quốc sản xuất và Avia S-105 do Tiệp Khắc sản xuất.

## Lịch sử
Vào ngày 20 tháng 4 năm 1951, OKB-155 (OKB - Cục thiết kế thực nghiệm) đã trình bày loại máy bay mới, tiếp sau mẫu máy bay chiến đấu MiG-17 dưới tên gọi là "I-340". Loại máy bay mới có 2 động cơ phản lực Mikulin AM-5 không có khả năng đốt nhiên liệu phụ (một phiên bản yếu hơn cũng được giới thiệu được trang bị động cơ Mikulin AM-3) với công suất (lực đẩy) 4.410 lbf (19.6 kN). I-340 có thể đạt tới vận tốc 725 mph (1.160 km/h; Mach 1) trên độ cao 6.560 ft (2.000 m) và 675 mph (1.080 km/h; Mach 0.97) trên độ cao 33.000 ft (10.000 m), đạt độ cao 33.000 ft (10.000 m) trong 2.9 phút, và có trần bay khoảng 55.000 ft (17.500 m). Loại máy bay mới ký hiệu là "SM-1", được thiết kế dựa trên khung của "SI-02" (mẫu đầu tiên của MiG-17, khung mới đã được thiết kế mới một số chi tiết để có thể lắp được 2 động cơ bên trong so với 1 động cơ của MiG-17. Máy bay được hoàn thành vào tháng 3 năm 1952. Máy bay mới có một buồng lái điều áp không đầy đủ, động cơ máy bay hay gây ra những tình huống bất thường như hay bốc cháy và bộ điều chỉnh không vận hành tốt. Động cơ này được cải tiến từ động cơ tiêu chuẩn AM-5A với lực đẩy lên tới 4.740 lbf (21.1 kN), động cơ này vượt quá công suất của động cơ Klimov VK-1F, làm thùng xăng phụ không thể cung cấp đủ nhiên liệu cho nó vận hành lâu dài. SM-1 vừa đủ thông số trở thành máy bay siêu âm, có thể bay với vận tốc 745 mph (1.193 km/h; Mach 1.03) trên độ cao 16.400 ft (5.000 m). Những đặc tính đó cho thấy mẫu máy bay SM-1 không đủ khả năng trở thành một loại máy bay chiến đấu siêu âm mới và động cơ AM-5F với thùng nhiên liệu phụ đã được đề nghị thay thế cho động cơ cũ. Nhưng loại động cơ này lại không được cung cấp đầy đủ, và AM-5F đã trở thành cơ sở của loại động cơ Tumansky RD-9 có sức thuyết phục hơn để đưa vào sản xuất máy bay. Những phát triển xa hơn có kết quả là "I-360" có 2 động cơ phản lực đã được hội đồng dân ủy chấp nhận, nó có ký hiệu là "SM-2", nó được cung cấp lực đẩy từ động cơ AM-5F, nhưng có chi tiết được đánh giá cao loại cánh xuôi góc lớn.
Vào ngày 15 tháng 8 năm 1953, cục thiết kế thực nghiệm Mikoyan-Gurevich đã đưa ra một loại máy bay mới, nó đã tạo nên một thế hệ máy bay chiến đấu mới. OKB đã đưa ra 2 thiết kế, bản thứ nhất một động cơ Klimov VK-7, bản thứ hai 2 động cơ Mikulin AM-9F. Loại máy bay chiến đấu 2 động cơ có ký hiệu là "SM-9", hơn nữa việc sản xuất SM-9 với tên gọi MiG-19, có cơ sở nền tảng từ mẫu SM-2. Mẫu thử nghiệm đầu tiên của SM-9 là "SM-9/1" bay lần đầu tiên vào ngày 5 tháng 1 năm 1954. Thùng nhiên liệu phụ đã không được lắp trong lần bay đầu tiên, nhưng nó được lắp vào trong lần bay thử thứ 2 và máy bay đã đạt đến vận tốc Mach 1.25 trên độ cao 26.400 ft (8.050 m). Lần bay tiếp theo vận tốc đã được nâng lên Mach 1.44. Những thông số trên là cơ sở của một loại máy bay mới có hiệu suất bay đầy hứa hẹn, MiG-19 được đặt sản xuất hàng loạt vào 17 tháng 2 năm 1954, mặc dù Hội đồng Dân ủy muốn có sự thử nghiệm đến trước tháng 9 năm 1954. Chiếc máy bay thành phẩm đầu tiên được giới thiệu vào tháng 3 năm 1955.

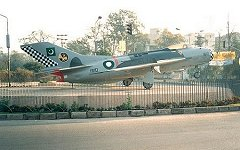
MiG-19 do Trung Quốc sản xuất với tên gọi Shenyang J-6

Ban đầu một số vấn đề đã làm nản lòng một số kỹ sư thiết kế. Điều gây hoang mang là khả năng nổ tung của thùng chứa nhiên liệu trong thân máy bay bởi nhiệt độ do động cơ gây ra, khi mà thùng nhiên liệu lại được lắp ở giữa các động cơ. Sự triển khai máy bay trong những cuộc tập trận với tốc độ cao chính là nguyên nhân chính khiến máy bay rơi. Bánh lái thiếu độ chính xác khi đang bay với tốc độ cao. Nó hạ cánh với tốc độ 145 mph (230 km/h) (so với 100 mph (160 km/h) của MiG-15), các phi công không được huấn luyện chuyển tiếp một cách cẩn thận do không có phiên bản huấn luyện 2 chỗ của MiG-19. Với những vấn đề như vậy đã dẫn đến sự xuất hiện của mẫu thứ hai mang tên "SM-9/2", mẫu máy bay mới được thêm vào phanh hãm bằng không khí thứ 3 ở bụng, đưa vào hệ thống chống rung chống lại những dao động gây ra cho phi công trong khi bay với tốc độ âm thanh. Những cải tiến đó đã giúp MiG-19 cải thiện hiệu suất bay của mình, khiến nó trở thành loại máy bay số một trong những cuộc không chiến thời ấy. Mẫu SM-9/2 bay lần đầu tiên vào ngày 16 tháng 9 năm 1954, và đi vào sản xuất với tên gọi MiG-19S.
Có tổng cộng khoảng 8.500 chiếc MiG-19 được sản xuất, chủ yếu ở Liên Xô, nhưng MiG-19 cũng được sản xuất ở Trung Quốc với tên gọi là Shenyang J-6 và ở Tiệp Khắc với tên gọi Avia S-105. Nó phục vụ trong không quân nhiều quốc gia trên thế giới, gồm có cả Cuba, Việt Nam Dân Chủ Cộng Hòa, Ai Cập, và Cộng hòa Dân chủ Nhân dân Triều Tiên, Pakistan. MiG-19 được nhìn thấy các cuộc không chiến trong suốt chiến tranh Việt Nam, Chiến tranh Sáu ngày năm 1967 và Chiến tranh Bangladesh năm 1971.

Tất cả các biến thể của MiG-19 được sản xuất ở Liên Xô là loại có một chỗ ngồi. Mặc dù Trung Quốc phát triển mẫu máy bay huấn luyện JJ-6 cho Shenyang J-6, nhưng người Liên Xô tin rằng việc điều khiển bằng tay dễ dàng không cần thiết phải thay đổi máy bay huấn luyện là MiG-15UTI.
Tại Liên Xô, MiG-19 nhanh chóng được thay thế bởi MiG-21 hiện đại hơn. Ở Trung Quốc thì Shenyang J-6 vẫn là loại máy bay chủ lực của Không quân Quân Giải phóng Nhân dân Trung Quốc, và nó được phát triển thành loại Nanchang Q-5 (tên ký hiệu của NATO là "Fantan"), một loại máy bay cường kích. MiG-19 và các biến thể của nó đã gây nhiều sự sửng sốt vì khả năng điều khiển bằng tay dễ dàng và hỏa lực mạnh, với 3 khẩu pháo 30 mm NR-30 có thể bắn ra cùng lúc 40 lb (18 kg) đạn, đủ để bắn hạ máy bay địch tại chỗ trong các trận không chiến.

## Lịch sử hoạt động

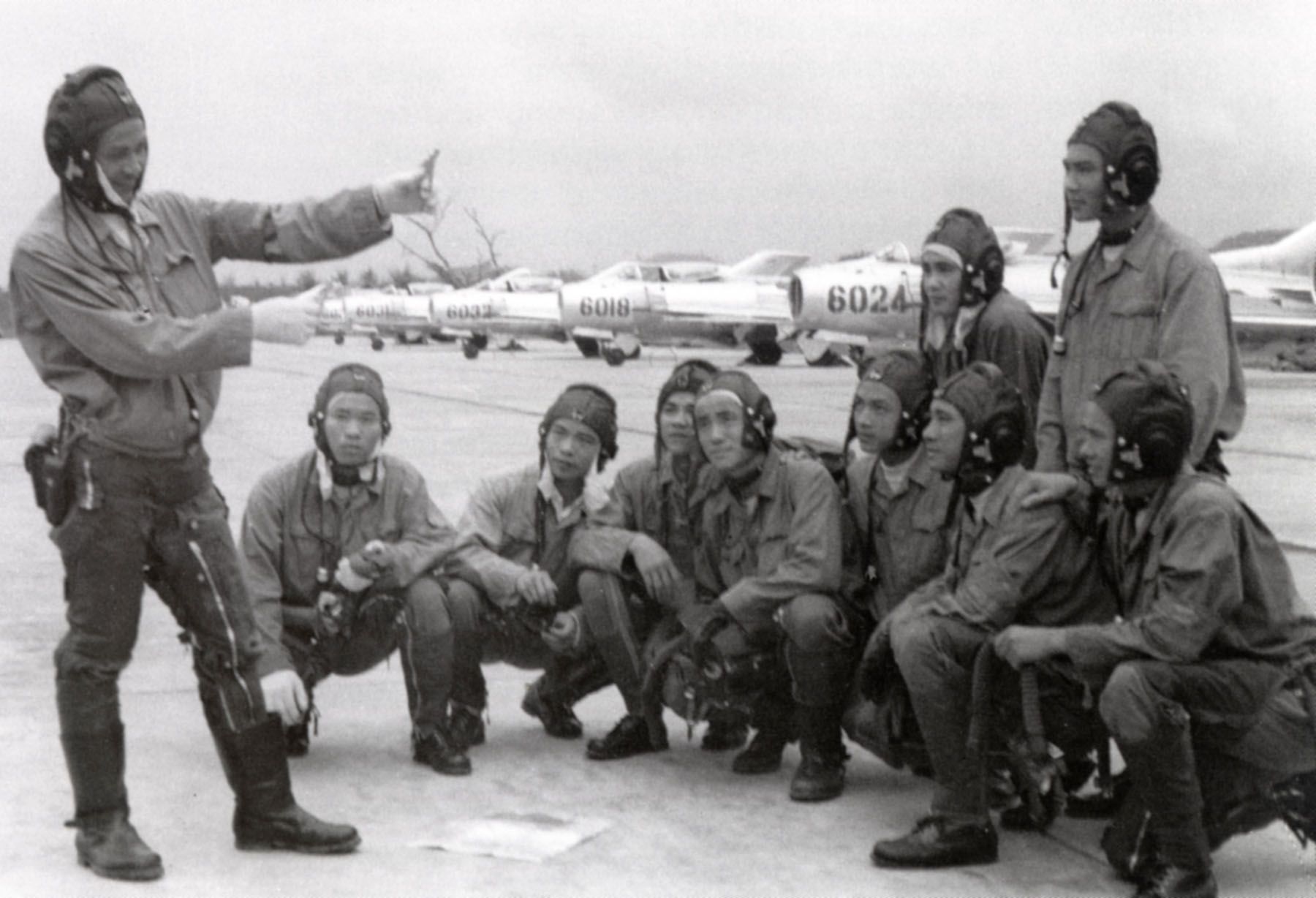
Phi đội MiG-19 (Shenyang J-6) của Trung đoàn 925, Không quân Nhân dân Việt Nam tại sân bay Kép, Bắc Giang

Trong suốt thời gian phục vụ trong lực lượng PVO Strany (Quân Chủng Phòng Không Liên Xô) và tại Cộng hòa Dân chủ Đức, những chiếc MiG-19 đã nhiều lần ngăn chặn các máy bay do thám của phương Tây. Sự kiện đầu tiên là cuộc chạm trán giữa MiG-19 và máy bay do thám tầm cao Lockheed U-2 của Hoa Kỳ vào mùa thu năm 1957. Phi công MiG-19 đã trông thấy chiếc U-2 nhưng không thể bắn hạ nó, vì chiếc U-2 bay cao hơn chiếc MiG-19 tới 2.134 m (7.000 ft). Lần thứ 2 thì chiếc U-2 của phi công Francis Gary Powers đã không gặp may mắn như thế, nó đã bị một chiếc MiG-19P bám sát truy kích, và bị bắn hạ bởi một quả tên lửa phòng không S-75 Dvina (NATO gọi là: SA-2 'Guideline') vào ngày 1 tháng 5 năm 1960 trên không phận tỉnh Sverdlovsk, Liên Xô.
Vào ngày 1 tháng 7 năm 1960, một chiếc MiG-19 đã bắn hạ một chiếc RB-47H số hiệu S/N 53-4281, đây là một chiếc máy bay do thám đang bay nhiệm vụ trong không phận Liên Xô, làm chết 4 người và 2 người bị bắt giữ (sau đó 2 người này được trao trả cho phía Mỹ năm 1961). Một sự kiện nữa là ngày 28 tháng 1 năm 1964, một chiếc MiG-19 đã bắn hạ một chiếc T-39 Sabreliner đang bay lạc trong không phận Đông Đức khi đang bay huấn luyện, cả ba phi công đều tử nạn.

## MiG-19 trongChiến tranh Việt Nam

### Trận đánh đầu tiên
So với MiG-17 và MiG-21, MiG-19 tham chiến muộn hơn. Tháng 2 năm 1969, Trung Quốc đã viện trợ cho Việt Nam khoảng 36 chiếc MiG-19, đây là phiên bản Shenyang J-6 do Trung Quốc sản xuất trên nguyên mẫu MiG-19. Tuy tham chiến muộn hơn nhưng MiG-19 cũng đã lập nhiều chiến công trong nhiệm vụ bảo vệ vùng trời miền Bắc Việt Nam ở giai đoạn 2 của cuộc chiến chống chiến tranh phá hoại của Không quân Mỹ (năm 1972).
Ngày 8 tháng 5 năm 1972, Bộ Tư lệnh Phòng không - Không quân Việt Nam giao nhiệm vụ cho Trung đoàn 925 sử dụng máy bay MiG-19 xuất kích trận đầu. Biên đội chiến đấu của Trung đoàn có nhiệm vụ bảo vệ sân bay Yên Bái, nhà máy thủy điện Thác Bà, ngăn chặn đội hình Không quân Mỹ từ hướng Tây. Một tốp máy bay MiG-21 được điều động làm nhiệm vụ chặn kích để yểm hộ cho tốp MiG-19 này.
Các tốp máy bay của KQNDVN gặp các tốp F-4 Phantom II của Mỹ trên bầu trời Yên Bái. Mặc dù Không quân Hoa Kỳ nắm ưu thế về số lượng, nhưng các phi công Việt Nam đã vận dụng chiến thuật khéo léo khiến họ phải chịu tổn thất. Trong lần đầu xuất kích, 4 chiếc MiG-19 đã bắn hạ 2 chiếc F-4 của Không quân Mỹ mà không phải chịu tổn thất nào. Trong trận này, một chiếc MiG-21 gặp trục trặc kĩ thuật, hỏng máy và rơi, khiến phi công Võ Sĩ Giáp tử nạn.
Phía Mỹ công bố rằng trận không chiến ngày 8 tháng 5 năm 1972, họ bắn rơi 1 chiếc MiG-19 của Việt Nam và không thừa nhận tổn thất chiếc nào.

### Trận đánh thứ hai
Chỉ hai ngày sau trận đánh thứ nhất, Bộ chỉ huy Không quân chiến thuật Hoa Kỳ ở Đông Nam Á, quyết định mở một trận đánh lớn vào ngày 10 tháng 5 năm 1972 để tiêu diệt lực lượng tiêm kích hỗn hợp của Không quân Nhân dân Việt Nam. Đây là loạt trận "không chiến marathon", kéo dài suốt cả ngày trên 4 vùng trời với 9 trận đánh với quy mô xuất kích lớn nhất nhì trong năm 1972 (chỉ thua kém Chiến dịch Linebacker II). Trong ngày này, Không lực Hoa Kỳ tiến hành đồng thời hai chiến dịch "Linebacker I" (tiếp tục) và Operation Custom Tailor trên quy mô lớn, với 414 lần chiếc xuất kích của cả lực lượng máy bay chiến thuật thuộc Bộ tư lệnh Không quân số 7 và Bộ tư lệnh Không quân đặc nhiệm 77 của Hải quân Hoa Kỳ từ 4 tàu sân bay trên vùng biển Đông tiếp giáp Bắc Việt Nam.
8 giờ sáng, các phi đội oanh tạc đầu tiên gồm các máy bay A-6, A-7 và F-4J cất cánh từ tàu USS Constellation và USS Kitty Hawk đánh vào Hải Phòng.
8 giờ 20 phút, các phi đội đợt hai cất cánh từ hai tàu USS Coral Sea và USS Oriskany tiến hành chiến dịch tấn công mang mật danh Alpha Strike đánh vào Hà Nội. Đồng thời, các căn cứ Không quân Hoa Kỳ ở Udol, Ubon, Nakhon Phanom và Takhly trên đất Thái Lan cũng huy động các máy bay F-4D/E và F-105F tham gia chiến dịch. Không lực Hoa Kỳ đã huy động tổng cộng 120 máy bay tham gia tấn công. 16 chiếc F-4 và 5 chiếc F-105 đi tiền trạm nhằm chế áp lực lượng phòng không mặt đất và kiềm chế các tốp máy bay MiG. 20 chiếc F-4 và 5 chiếc F-105 khác làm nhiệm vụ tấn công cầu Long Biên. 24 chiếc F-4 và 5 chiếc F-105 đánh cầu Đuống và nhà ga Yên Viên. Ngoài ra còn có 88 máy bay các loại làm nhiệm vụ yểm hộ, gây nhiễu, chặn kích.
Trên vùng trời sân bay Kép, ngay khi biên đội MiG-21 của Đặng Ngọc Ngự và Nguyễn Văn Ngãi cất cánh đánh chặn đã bị 2 chiếc F-4J của phi đoàn VF-92, tàu sân bay USS Constellation đang tuần tiễu ở độ cao 5.000 m phát hiện và tấn công. Chiếc MiG-21 của phi công Nguyễn Văn Ngãi bị trúng 2 quả tên lửa AIM-9G. Phi công không kịp nhảy dù.
9 giờ sáng, 84 chiếc F-4D/E và 5 chiếc F-105F mang các máy gây nhiễu trong đội hình ALQ-71, ALQ-87 và ALQ-101 với đội hình hỗn hợp cường kích, tiêm kích bay qua phía Bắc Thái Lan và Lào vào miền Bắc Việt Nam. Bộ tư lệnh Không quân Việt Nam dùng biên đội MiG-21 của Nguyễn Công Huy và Cao Sơn Khảo đánh nghi binh, yểm hộ cho các tốp MiG-19 đánh chặn máy bay Mỹ trên vùng trời Yên Bái - Tuyên Quang. Do bị gây nhiễu nặng bởi hệ thống tác chiến điện tử - chỉ dẫn tập trung APX-80 Combat Tree IFF Interrogator nên tốp MiG-21 không phát hiện được tốp F-4D tiếp cận từ phía sau. Phi công Cao Sơn Khảo bắn rơi 1 chiếc F-4D gần như cùng lúc với việc chiếc máy bay của mình bị trúng 1 tên lửa AIM-9G vào cửa xả của động cơ. Phi công không kịp nhảy dù.
Từ 9 giờ 44 phút ngày hôm đó, trên bầu trời Yên Bái, 8 chiếc MiG-19 của Không quân Nhân dân Việt Nam phải đối phó với 32 chiếc F-4D/E của Không quân Hoa Kỳ. Biên đội MiG-19 thứ nhất do các phi công Tâm, Sơn, Phúc, Oánh vừa cất cánh và cao không gấp đã phát hiện 2 chiếc F-4D đang lao theo 2 chiếc MiG-21 ở độ cao 6.000m. Chiếc MiG-19 số 3 do trung úy Nguyễn Văn Phúc điều khiển đã lập tức bám sát bắn hai loạt đạn pháo 37mm vào chiếc F-4D. Các phi công trên chiếc F-4D bị bắn rơi này gồm thiếu tá Robert A.Lodge, chủ nhiệm xạ kích của không đoàn 432 TFW (tử trận) và phi công hoa tiêu là đại úy Roger C.Locher (nhảy dù và được giải cứu). Phi công Oánh bay số 4 cũng đối đầu với chiếc F-4D còn lại nhưng bắn không trúng, bị đối phương phóng trả tên lửa bắn rơi. Phi công nhảy dù nhưng dù không mở. 20 phút sau, 2 máy bay MiG-19 còn lại của biên đội thứ nhất đều cạn dầu và phải quay về. Tốp MiG-19 thứ hai cất cánh nghênh chiến gồm các phi công Hoàng Cao Bổng số 1, Phạm Cao Hà số 2, Nguyễn Văn Cương số 3, Lê Văn Tưởng số 4.
Tốp này bắt gặp 16 chiếc F-4E mang bom laser BOLT-117 ở vùng trời phía Nam sân bay Yên Bái. Phi công Lê Văn Tưởng đã hạ 1 chiếc F-4E. Khi quay về, chiếc MiG-19 hết nhiên liệu. Lê Văn Tưởng hạ cánh khẩn cấp nhưng không thành công và tử nạn.
Tổng cộng trong trận đánh này, Không lực Hoa Kỳ xuất kích 414 chiếc/lần, bị bắn hạ 7 chiếc F-4D/E (Mỹ công nhận mất 5 chiếc). Không quân nhân dân Việt Nam xuất kích 64 lần/chiếc với cả bốn trung đoàn đều tham chiến, bị bắn hạ 2 MiG-21, 3 MiG-17 và 1 MiG-19 (1 chiếc MiG-19 khác bị rơi do hết nhiên liệu).

### Những trận đánh tiếp theo
Ngày 18-5-1972, một trận không chiến khác cũng được tổ chức hỗn hợp bởi ba loại máy bay MiG-17, MiG-19 và MiG-21 phối hợp với các tổ hợp pháo cao xạ và tên lửa S-75 đánh vào đội hình 60 máy bay của Không quân Mỹ tiến vào đánh Hà Nội. Trong trận này, 3 chiếc F-4D/E đã bị bắn hạ.
Trong trận đánh ngày 2-9-1972, Không lực Hoa Kỳ cho 2 chiếc RF-4C vào trinh sát khí tượng trên phạm vi rộng từ Hòa Bình đến Sơn La từ sáng sớm, chuẩn bị cho một trận không kích lớn. 10 giờ 30 phút, một đội hình hỗn hợp hơn 20 máy bay F-4D/E và F-105F từ hướng Tây Bắc bay vào Hà Nội. Phi đội máy bay này được máy bay tác chiến điện tử EB-66 bay trên khu vực biên giới Việt - Lào cảnh giới trên không, đề phòng máy bay MiG tấn công. Bộ Tư lệnh Phòng không - Không quân Việt Nam sử dụng một biên đội 2 chiếc MiG-21 cất cánh ra hướng Tây Nam Hà Nội làm nhiệm vụ thu hút. Phát hiện máy bay MiG xuất kích, hai tốp 8 chiếc F-4E làm nhiệm vụ chặn kích lập tức đuổi theo. Ngay sau đó, biên đội 2 chiếc MiG-19 do Hoàng Cao Bổng và Nguyễn Văn Quảng điều khiển cất cánh từ sân bay Kép đột nhập khu vực Việt Trì, nơi 12 chiếc F-4D và F-105F mang bom đang bay vào. Tốp MiG-19 lấy độ cao và công kích. Trong trận này, phi công Hoàng Cao Bổng hạ được 1 chiếc F-4D. Các máy bay Mỹ lập tức vứt bom để đánh quần vòng với 2 chiếc MiG-19. Trong khi một chiếc F-4D đang theo sát Hoàng Cao Bổng, hai lần phóng tên lửa nhưng đều bị trượt vì chiếc MiG-19 đã nhanh chóng ngửa bụng, hạ độ cao gấp; phi công Nguyễn Văn Quảng đã bám sát chiếc F-4D này và bắn hạ nó bằng ba loạt đạn pháo 30mm. Các phi công lái MiG-19 của Trung đoàn 925 đã góp phần đánh tan đội hình máy bay ném bom của Mỹ ở cửa ngõ Tây Bắc Hà Nội.
Tổng cộng trong các trân không chiến bảo vệ bầu trời miền Bắc giai đoạn 1969-1972, các máy bay tiêm kích MiG-19 (J-6) của Trung đoàn 925 được tuyên bố đã bắn hạ 13 máy bay chiến đấu của Không lực Hoa Kỳ, tất cả đều bằng pháo 30mm. Tổn thất là 5 chiếc MiG-19 bị rơi trong chiến đấu (3 chiếc bởi máy bay địch, 1 chiếc do cạn nhiên liệu và 1 chiếc rơi do bị tên lửa S-75 bắn nhầm), 1 phi công MiG-19 hi sinh.

## Các biến thể của MiG-19

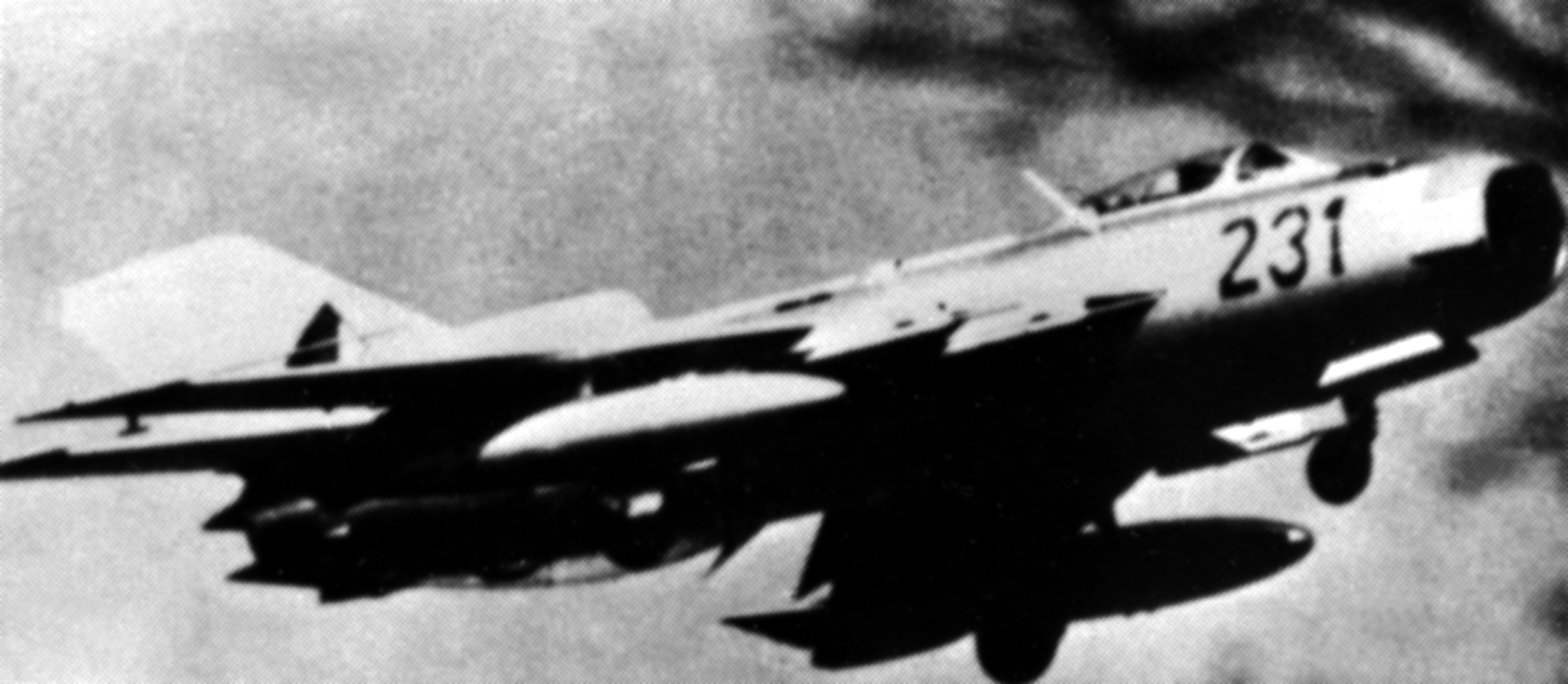
MiG-19 với giá treo vũ khí

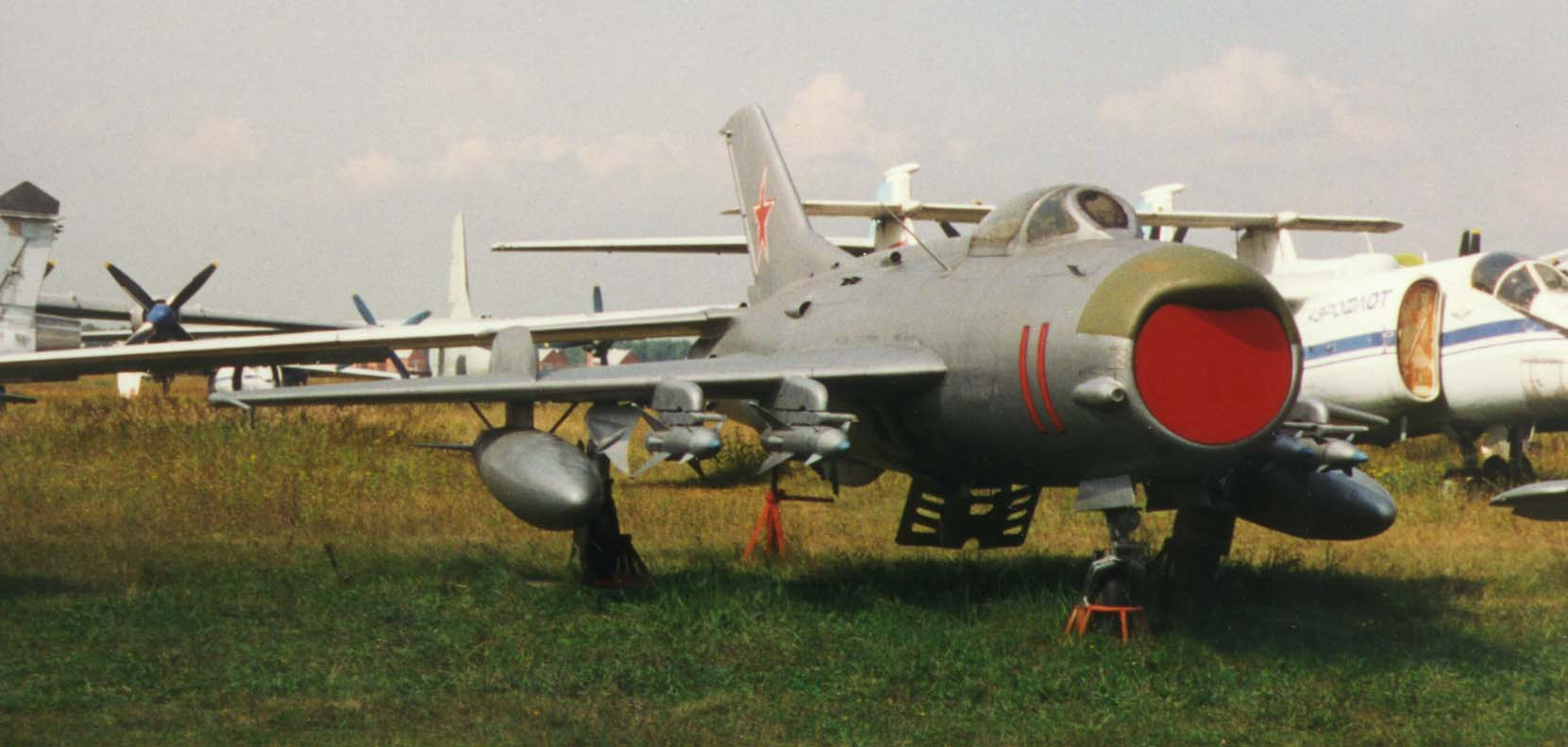
MiG-19PM

- MiG-19 (NATO: "Farmer-A") - phiên bản sản xuất đầu tiên, trang bị vũ khí 3 khẩu pháo 23 mm NR-23.
- MiG-19P (NATO: "Farmer-B") - trang bị radar RP-1 Izumrud ở mũi, 2x 23 mm NR-23 (sau này là 2x 30 mm NR-30) ở cánh, có giá treo rocket không điều khiển ở mỗi cánh, có sự cải tiến khí động lực giống MiG-19S; sau này được lắp tên lửa không đối không Vympel K-13 (NATO: AA-2 'Atoll'), bắt đầu phục vụ năm 1955.
- MiG-19PG - MiG-19P với hệ thống truyền dữ liệu mặt đất Gorizont-1.
- MiG-19S (NATO: "Farmer-C") - làm dài phần đuôi, bộ phận chuyển động, 3 phanh không khí sau sườn bụng, máy thu điều hướng Svod, 3 khẩu pháo 30 mm NR-30, lắp thêm giá đỡ rocket không điều khiển hoặc bom FAB-250 dưới mỗi cánh, bắt đầu phục vụ năm 1956.
- MiG-19SF - sản xuất sau MiG-19S với động cơ RD-9BF-1 của MiG-19R.
- MiG-19SV - phiên bản chống khí cầu do thám trên độ cao lớn, bay cao 68.044 ft (20.740 m), bắt đầu phục vụ năm 1956.
- MiG-19SVK - MiG-19SV với cánh mới.
- MiG-19SU (SM-50) - phiên bản bay cao để ngăn chặn máy bay do thám tầm cao Lockheed U-2 của Hoa Kỳ; trang bị thùng chứa nhiên liệu phụ trên giá lắp tên lửa, đã bị loại bỏ không sản xuất do gặp vấn đề về hệ thống điều khiển và hiện tượng bổ nhào quay tròn khi bắt đầu bay với vận tốc âm thanh trên độ cao lớn.
- MiG-19R - phiên bản trinh sát từ MiG-19S với những chiếc camera thay thế cho pháo ở phần mũi, sử dụng động cơ RD-9BF-1.
- MiG-19PF - phiên bản một chỗ trang bị radar, đây là máy bay tiêm kích đánh chặn mọi thời tiết. Chế tạo với số lượng nhỏ.
- MiG-19PM (NATO: "Farmer-E") - không trang bị pháo, mang 4 quả tên lửa điều khiển bằng sóng radio Kaliningrad K-5M (NATO: AA-1 'Alkali'), bắt đầu sản xuất năm 1957.
- MiG-19PML - MiG-19PM với hệ thống truyền dữ liệu mặt đất Lazur.
- MiG-19PU - mang hệ thống rocket giống MiG-19SU.
- MiG-19PT - MiG-19P mang tên lửa Vympel K-13 (NATO: AA-2 'Atoll').
- MiG-19M - máy bay mục tiêu không người lái cải tạo từ MiG-19 và MiG-19S.
- SM-6 - 2 chiếc MiG-19P cải tạo thành phòng thí nghiệm bay thử nghiệm Grushin K-6 phát triển AAM (có ý định phát triển cho máy bay chiến đấu Sukhoi T-3) và rada Almaz-3.
- SM-12 - mẫu máy bay chiến đấu mới, có 4 chiếc được sản xuất, phát triển thành MiG-21.
- SM-20 - mẫu thử nghiệm phóng tên lửa hạt nhân tầm thấp Raduga Kh-20 (NATO: AS-3 'Kangaroo').
- SM-30 - phiên bản dùng công nghệ zero-length launch (ZEL) với giá đỡ rocket PRD-22.
- SM-K - có thể phóng tên lửa hạt nhân tầm thấp cho thử nghiệm Raduga K-10 (NATO: AS-2 'Kipper').
- Avia S-105 - MiG-19S được sản xuất ở Tiệp Khắc với giấy phép của Liên Xô.
- Lim 7 - phiên bản MiG-19 của Ba Lan
- Shenyang J-6 - phiên bản MiG-19 của Trung Quốc. Phiên bản này được đưa vào phục vụ trong Không quân Pakistan với tên gọi F-6. F-6 sau này được cải tiến để mang được tên lửa AIM-9 Sidewinder.

## Các nước sử dụng MiG-19

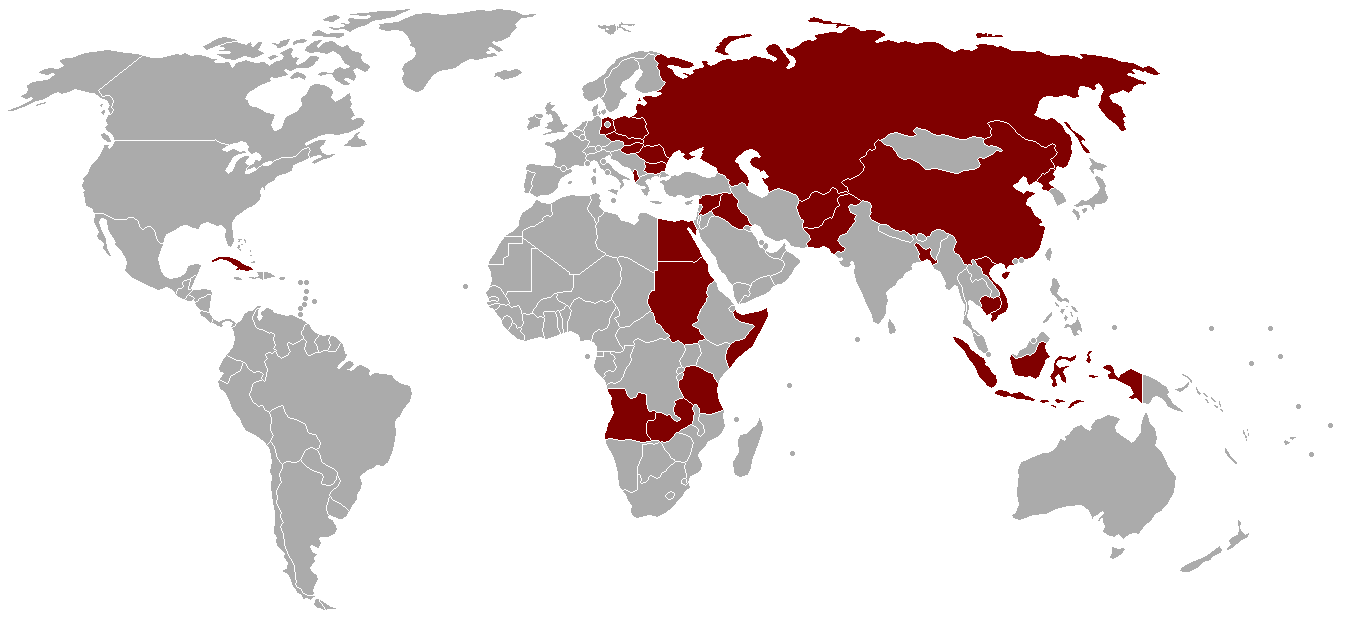
Bản đồ các nước sử dụng MiG-19

- Afghanistan: 36 chiếc được trao cho Không quân Hoàng gia vào năm 1964.
- Albania
- Angola
- Bangladesh
- Bulgaria
- Campuchia
- Trung Quốc: phiên bản mang tên Shenyang J-6
- Cuba
- Tiệp Khắc: phiên bản mang tên Avia S-105
- Cộng hòa Dân chủ Đức
- Ai Cập
- Hungary
- Indonesia
- Iraq
- Cộng hòa Dân chủ Nhân dân Triều Tiên: J-6 do Trung Quốc sản xuất.
- Pakistan
- Ba Lan: phiên bản mang tên Lim 7
- România
- Somalia
- Liên Xô
- Sudan
- Syria
- Tanzania
- Việt Nam: trang bị phiên bản J-6 từ Trung Quốc thay vì MiG-19 nguyên bản từ Liên Xô
- Zambia

## Thông số kỹ thuật (MiG-19S 'Farmer-C')

### Thông số riêng
- Phi hành đoàn: 1 người
- Dài: 12.5 m (41 ft)
- Sải cánh: 9.2 m (30 ft 2 in)
- Cao: 3.9 m (12 ft 10 in)
- Diện tích cánh: 25.0 m² (270 ft²)
- Trọng lượng rỗng: 5.447 kg (11.983 lb)
- Trọng lượng cất cánh tối đa: 7.560 kg (16.632 lb)
- Động cơ: 2x động cơ phản lực có thùng nhiên liệu phụ Tumansky RD-9B, lực đẩy 31.9 kN (7.178 lbf) mỗi động cơ.
- Sức chứa nhiên liệu: 1.800 kg (3.960 lb)

### Hiệu suất bay
- Vận tốc cực đại: 1.455 km/h (909 mph)
- Tầm hoạt động: 685 km (430 mi); nhiệm vụ 2.200 km (1.375 mi)
- Trần bay: 17.500 m (57.400 ft)
- Tốc độ lên cao: 180 m/s (35.425 ft/min)
- Lực nâng của cánh: 302.4 kg/m² (61.6 lb/ft²)
- Lực đẩy: 0.86

### Vũ khí
- 3x khẩu pháo 30 mm NR-30 (70 viên đạn mỗi khẩu pháo gắn trên cánh, 55 viên đối với khẩu pháo gắn trên thân).
- 2x tên lửa không-đối-không tầm ngắn dẫn đường bằng tia hồng ngoại Vympel K-13 (NATO: AA-2 'Atoll').
- Mang 250 kg (550 lb) bom hoặc rocket không điều khiển trên 4 giá đỡ dưới cánh.

## Nội dung liên quan

### Máy bay có phát triển liên quan
Mikoyan-Gurevich MiG-17 - Nanchang Q-5 - Shenyang J-6

### Máy bay có thể so sánh được
F-100 Super Sabre - Dassault Super Mystère

### Danh sách tiếp nối
MiG-13 (I-250) -
MiG-15 -
MiG-17 -
MiG-19 -
MiG-21 -
MiG-23 -
MiG-25